# Koncertní rezidence

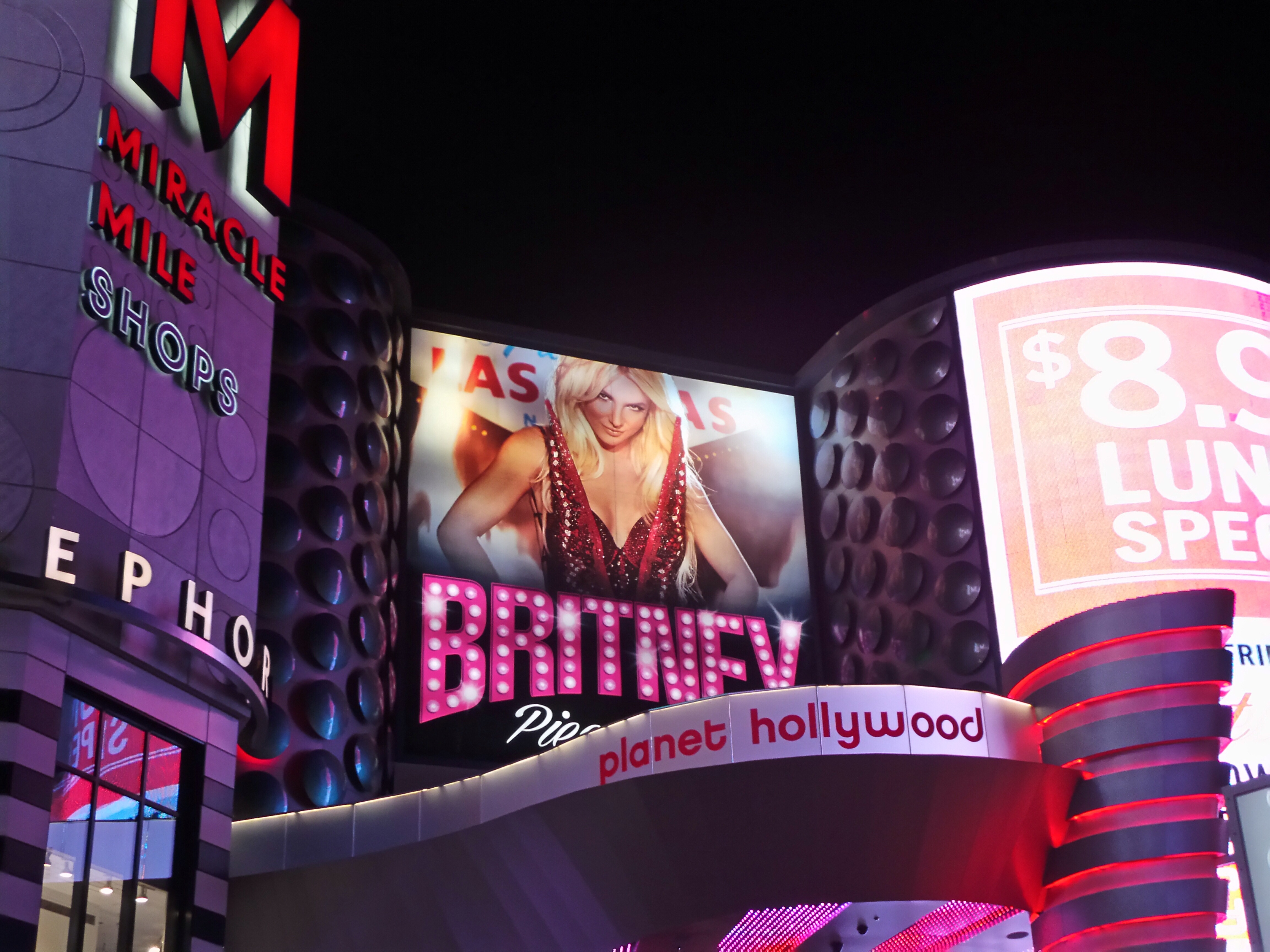
Poutač na koncertní rezidenci zpěvačky Britney Spears v Planet Hollywood Las Vegas

Koncertní rezidence je označení pro sérii koncertů, které se na rozdíl od koncertního turné odehrávají pouze na jednom místě. Časté jsou na Las Vegas Strip, kde již ve čtyřicátých letech dvacátého století tímto způsobem vystupoval Liberace, přičemž v následující dekádě tak činil Frank Sinatra. Liberace za své rezidence dostával zaplaceno přibližně 50 tisíc dolarů týdně (později mu bylo placeno také až 300 tisíc dolarů týdně). V letech 2003 až 2007 odehrála zpěvačka Céline Dion celkem 717 představení v rámci rezidence v Koloseu v Caesars Palace. Přestože hlavním městem, kde koncertní rezidence probíhají, je Las Vegas, v menší míře jsou organizovány také v dalších městech. Například zpěvák Bruce Springsteen odehrál v letech 2017 až 2018 rezidenci v New Yorku pod názvem Springsteen on Broadway (pět koncertů týdně od října 2017 do června 2018).